# هگزافلوئورید پلاتین
هگزافلوئورید پلاتین (به انگلیسی: Platinum hexafluoride) با فرمول شیمیایی PtF۶ یک ترکیب شیمیایی است؛ که جرم مولی آن ۳۰۹٫۰۷ g/mol می‌باشد. شکل ظاهری این ترکیب، بلورهای سیاه و مایل به قهوه‌ای است.